# Hemuševec
Hemuševec – wieś w Chorwacji, w żupanii medzimurskiej, w mieście Prelog. W 2011 roku liczyła 266 mieszkańców.